# Србија и Црна Гора на Светском првенству у атлетици у дворани 2003.
Србија и Црна Гора је први пут учествовала на Светском првенству у атлетици у дворани 2003. одржаном у Бирмингему од 14. до 16. марта под овим именом. Репрезентацију Србије и Црне Горе представљала су два такмичара, који су се такмичили у две дисциплине.
Такмичари Србије и Црне Горе нису освојили ниједну медаљу. У табели успешности према броју и пласману такмичара који су учествовали у финалним такмичењима (првих 8 такмичара) Србија и Црна Гора је са 1 учесником у финалу делила 35. место са 5 бодова.
| Плас. | Земља              | 1. место | 2. место | 3. место | 4. место | 5. место | 6. место | 7. место | 8. место | Бр. финал. | Бод. |
| ----- | ------------------ | -------- | -------- | -------- | -------- | -------- | -------- | -------- | -------- | ---------- | ---- |
| =35.  | Србија и Црна Гора | 0        | 0        | 0        | 1        | 0        | 0        | 0        | 0        | 1          | 5    |

## Учесници
Мушкарци:
- Мирослав Новаковић — 60 м препоне
- Драгутин Топић — Скок удаљ

## Резултати

### Мушкарци
| Атлетичар          | Дисциплина   | Лични рекорд | Квалификације | Квалификације | Полуфинале           | Полуфинале           | Финале               | Финале       | Детаљи |
| Атлетичар          | Дисциплина   | Лични рекорд | Резултат      | Место         | Резултат             | Место                | Резултат             | Место        | Детаљи |
| ------------------ | ------------ | ------------ | ------------- | ------------- | -------------------- | -------------------- | -------------------- | ------------ | ------ |
| Мирослав Новаковић | 60 м препоне | 7,73         | 7,94          | 6. у гр. 3    | Није се квалификовао | Није се квалификовао | Није се квалификовао | 26 / 29 (31) |        |
| Драгутин Топић     | Скок увис    | 2,35 НР      | 2,27 кв       | 1. у гр. Б    |                      |                      | 2,30                 | 4 / 14 (16)  |        |